# Qingyuan, Baoding
Qingyuan, även romaniserat Tsingyüan, är ett härad som lyder under Baoding i Hebei-provinsen i norra Kina.